# 太極拳老譜三十二解
太極拳老譜三十二解(たいきょくけんろうふさんじゅうにかい)は、中国武術の、伝統拳としての楊式太極拳の楊振鐸(永年楊氏四世)のもとに家伝として残され、楊澄甫の作と伝わる32の理論書。

## 太極拳老譜三十二解
- 八門五歩
- 八門五歩用功法
- 固有分明法
- 粘黏連隨
- 頂匾「上にノ+下に去」抗
- 對待無病
- 對待用功法守中土
- 身形腰頂
- 太極圏
- 太極進退不已功
- 太極上下名天地
- 太極人盤八字功
- 太極體用解
- 太極文武解
- 太極懂勁解
- 八五十三勢長拳解
- 太極陰陽顛倒解
- 人身太極解
- 太極分文武三成解
- 太極下乘武事解
- 太極正功解
- 太極輕重浮沉解
- 太極四隅解
- 太極平準腰頂解
- 太極四時五氣解圖
- 太極血氣根本解
- 太極力氣解
- 太極尺寸分毫解
- 太極膜脈筋穴解
- 太極字字解
- 太極節拿抓閉尺寸分毫解
- 太極補助氣力解

以上32件